# Sazovo
Sazovo (en russe : Сазово) est un village de la république de Bachkirie, en Russie. Sa population s'élevait à 549 habitants en 2010.

## Géographie
Sazovo est situé à 4 km au sud de Krasnokholmski, à 8,5 km à l'est de Kaltassy, le centre administratif du raïon dont le village fait partie, à 148 km au nord-ouest d'Oufa et à 1 086 km à l'est de Moscou.